# Me (雑誌)
『Me』（ミー）は、かつて講談社が発行していた日本の女性向け漫画雑誌。1984年に創刊。月刊。1994年に休刊。

## 概要
創刊号は1984年9月号。創刊当初は「YLコミック ヤングレディMe」の誌名で、『ヤングレディ』（講談社）の増刊誌として発行された。読み切り作品を中心に掲載。1994年に休刊。

## 主な掲載作品
- ふくふくふにゃ〜ん（こなみかなた）
- 夏藤さんちは今日もお天気（わかつきめぐみ）
- 危険な週末（文月今日子）
- 艶歌（汐見朝子）
- 初体験はペパーミント（あまねかずみ）
- あなたを待つ椅子（石井まゆみ）
- くちびるから散弾銃 (岡崎京子) ※姉妹誌『Me Twin』掲載